# Marijan Čadež
Marijan Čadež (tudi Tshadesh), slovenski rimokatoliški duhovnik, redovnik in skladatelj, * (?), Novo mesto, † 18. november 1718, Stična. 

## Življenje in delo
Študiral je pri ljubljanskih jezuitih in bil 1695 posvečen. Po posvetitvi je bil kaplan v Trebnjem, potem pa  cistercijan v samostanu Stična. Znana je le njegova glasba za igro Amazon Christiana fuga de utroque mundo triumphans seu S. Rosalia Virgo Panormitana, katero so 1709 uprizorili ljubljanskem jezuitskem gledališču. 